# Ingrid Visser
Ingrid Louise Visser, mais conhecida por Ingrid Visser (Gouda, 4 de junho de 1977 — Múrcia, 27 de maio de 2013) foi uma jogadora de vôlei holandesa.
Visser somou mais de 500 aparições na seleção holandesa. No Brasil, ela defendeu por 2 anos o Minas Tenis Clube (entre 1997 e 1999).

## Morte
Ingrid e seu marido, Lodewijk Severin, estavam desaparecidos desde o dia 13 de maio de 2013. No dia 27 de Maio de 2013, a polícia espanhola anunciou que os dois corpos foram encontrados na região rural de Alquerías, próximo da cidade de Murcia. Os corpos foram encontrados semienterrados em uma plantação de limão ao lado de uma casa.

## Clubes
| Clube                     | País          | Temporada Inicial | Temporada Final |
| VC Nesselande Zevenhuizen | Países Baixos | 1984–1985         | 1993–1994       |
| VVC Vught                 | Países Baixos | 1994–1995         | 1996–1997       |
| Minas Tenis Clube         | Brasil        | 1997–1998         | 1998–1999       |
| Minetti Vicenza           | Itália        | 2000–2001         | 2000–2001       |
| Hotel Cantur              | Espanha       | 2001–2002         | 2002–2003       |
| Spar Tenerife Marichal    | Espanha       | 2003–2004         | 2006–2007       |
| DELA Martinus Amstelveen  | Países Baixos | 2007–2008         | 2007–2008       |
| Leningradka               | Rússia        | 2008–2009         | 2008–2009       |
| CAV Murcia 2005           | Espanha       | 2009–2010         | 2010–2011       |
| Bakı Baku                 | Azerbaijão    | 2011–2012         | 2011–2012       |

## Títulos

### Com a Seleção Holandesa
Campeonato Europeu de Seleções
- Campeã: 1995
- Finalista: 2009

FIVB World Grand Prix
- Campeã: 2007

Women's CEV Champions League
- Campeã: 2004

Women's Challenge Cup
- Campeã: 2001

### Com Clubes
- Campeonato Holandês: 1996, 1997, 2008
- Copa da Holanda: 1996, 1997, 2008
- Superliga Feminina de Voleibol: 2003, 2004, 2005, 2006
- Copa da Espanha: 2004, 2005, 2006, 2011